# Chen Zi Tang
Chen (Zhen) Zi Tang (romanización de 唐振淄) ( 1952) es un profesor, y botánico chino, que ha trabajado extensamente en el "Instituto de Botánica", de la Academia China de las Ciencias; especialista en la taxonomía de Orchidaceae.
Ha publicado, entre otras, en Orchid Review, Acta Phytotaxonomica Sinica.
- La abreviatura «C.Z.Tang» se emplea para indicar a Chen Zi Tang como autoridad en la descripción y clasificación científica de los vegetales.[4]